# Аракава, Ёдзи
Ёдзи Аракава (яп. 荒川 洋治 Аракава Ё:дзи, р. 18 апреля 1949) — современный японский поэт гэндайси и эссеист. Изначальное чтение имени — Хирохару Аракава.

## Жизнь и творчество
Родился в городке Микуни префектуры Фукуи. Окончил филологический факультет Университета Васэда. Писать стихи начал в школе. Первый сборник стихов «О жизни продажных женщин» (1971) издал на собственные деньги, ещё будучи студентом. Опубликованный в 1975 году сборник «Морской вокзал» был удостоен премии H (негласный аналог премии Акутагавы для поэтов). Известен также как эссеист и знаток современной японской литературы. Продолжительное время преподавал соответствующие курсы в Осакском университете и Университете Васэда.
Поэтическое творчество Аракавы и его отношение к литературе подчёркнуто обособлены от каких-либо течений: сам он занимает маргинальное место в японском литературном мире (бундан). Его поэтика — сознательный разрыв с традицией предшествующего поколения послевоенных поэтов, тяготевших к многослойности метафор и другим литературным изыскам. Последним Аракавой противопоставляется верлибр, балансирующий на грани с разговорной речью. Сам предпочитает называть себя не поэтом, а писателем гэндайси.
Аракаве принадлежит критика сложившейся в японском литературоведении ситуации, характеризующейся сосредоточенностью по сути на одном поэте — Кэндзи Миядзаве, которому он отказывает в центральном месте в японской поэзии; известны и его разгромные рецензии на произведения Кэндзабуро Оэ, Ёрико Сёно и других видных авторов.

## Литературные награды
- 1976 — премия H за сборник стихов «Морской вокзал»
- 1998 — премия Таками Дзюна за сборник стихов «Жизненный путь»
- 2000 — премия Ёмиури за сборник стихов «Елагнус на фоне неба»
- 2004 — премия Коданся для авторов эссе за сборник эссе «Забытое прошлое»
- 2004 — премия Акивары за сборник стихов «Сокровенное»
- 2006 — премия Кобаяси за сборник литературоведческих эссе «Актуальные вопросы художественной литературы»

## Переводы на русский
- Ёдзи Аракава // Голоса вещей. Послевоенная японская поэзия гэндайси / Пер. А. Долина. — М.: Радуга, 1989. — С. 202—214. В сборник вошли стихотворения «Подпереть ветви сливы», «Лик Бартока», «Почему бы не попробовать?», «Пути-дороги», «От деда—внуку», «Токийская история», «Соскучившись», «О южном небе», «Синеглазая зима», «Встречаю восход».

- Ёдзи Аракава // Странный ветер. Современная японская поэзия / Пер. И. Мотобрывцевой. — М.: Иностранка, 2003. — С. 58—72. — ISBN 5941451660.. В сборник вошли стихотворения «Киргизское шило», «Часть музыкального произведения», «Среди зелени Мицукэ», «Подпирая сливу», «Жизнь», «Оконченная симфония».

## Сочинения

### Сборники стихов
- «О продажных женщинах» (娼婦論, 1971)
- «Морской вокзал» (水駅, 1975)
- «Харибара» (針原, 1982)
- «Цвет сна в обществе морали» (倫理社会は夢の色, 1984)
- «Героиня» (ヒロイン, 1986)
- «Машина Холмса» (ホームズの車, 1987)
- «Кымпулунгская комедия» (笑うクンプルング, 1991)
- «Шахтёр включил свет» (坑夫トッチルは電気をつけた, 1994)
- «Жизненный путь» (渡世, 1997)
- «Елагнус на фоне неба» (空中の茱萸, 1999)
- «Сокровенное» (心理, 2005)
- «Двойная звезда перед глазами» (実視連星, 2009)

### Избранные сборники эссе
- «Взывая из бездны IQ» (アイ・キューの淵より, 1979)
- «Вариации на тему анализа стихотворений» (詩論のバリエーション, 1989)
- «Введение в светскую жизнь» (世間入門, 1992)
- «Люблю литературу» (文学が好き, 2001)
- «Забытое прошлое» (忘れられる過去, 2003)
- «Поэзия и слово» (詩とことば, 2004)
- «Актуальные вопросы художественной литературы» (文芸時評という感想, 2005)
- «Введение в литературу» (文学の門, 2009)